# Italia 1
Italia 1 – włoska stacja telewizyjna, spółki Mediaset. Jest wyspecjalizowana dla młodych ludzi. Obecne logo tej stacji to przezroczysta jedynka o niebieskich konturach, umieszczona w środku niebieskich konturów obróconego kwadratu.

## Seriale
- Amerykański tata
- Bananowy doktor
- Chuck (serial telewizyjny)
- Dopóki śmierć nas nie rozłączy
- Dwóch i pół
- Futurama
- Pępek świata (serial telewizyjny 2009)
- Sailor Moon S
- Simpsonowie
- Tajemnice Smallville